# Drosophila batmani
Drosophila batmani är en tvåvingeart som beskrevs av Vilela och Gerhard Bächli 2005. Drosophila batmani ingår i släktet Drosophila och familjen daggflugor.
Artens utbredningsområde är Mexiko och Guatemala.